# Sorgenti di Sant'Antioco
Le Sorgenti di Sant'Antioco sono situate nel Montiferru in Sardegna, nel comune di Scano di Montiferro, nella provincia di Oristano.

## Descrizione
Situate all'interno di un parco a 6 km da Scano di Montiferro, le sorgenti, il cui acquedotto è stato costruito nel 1959 tramite la Cassa per il mezzogiorno, sono tra le più grandi della Sardegna e hanno una portata di 150 litri al secondo che arriva a 200 in inverno e primavera. Le acque partono dall'acquedotto e scorrono attraverso dei grandi gradoni, formando piccole cascate, per poi confluire nel Riu Cherche Lighes. Prendono il nome dalla vicina chiesa omonima risalente al XVII secolo e forniscono acqua potabile ai diversi paesi del circondario.